# فوكيس
فوكيس (باليونانية: Φωκίς)‏ أو فوكيدا (باليونانية: Φωκίδα)‏ هي إحدى الوحدات الإقليمية لليونان. وهي جزء من المنطقة الإدارية في وسط اليونان. وهي تمتد من منطقة جبل بارناسوس من الشرق إلى سلسلة جبال فاردوسيا في الغرب على خليج كورنث. سميت المقاطعة على منطقة فوكيس القديمة، ولكنها تضم أيضا أجزاء من مناطق لوكريس ودوريس القديمة.